# Robin Driscoll
Robin Driscoll (7 settembre 1957) è un attore e sceneggiatore britannico, noto soprattutto per essere lo sceneggiatore di Mr. Bean.
Driscoll e Rowan Atkinson sono molto amici.
È apparso con Rowan Atkinson in Laughing Matters (1992) - Visual Commedia, un documentario sulla meccanica dell'umorismo visivo.